# الباحثون الروم في عصر النهضة

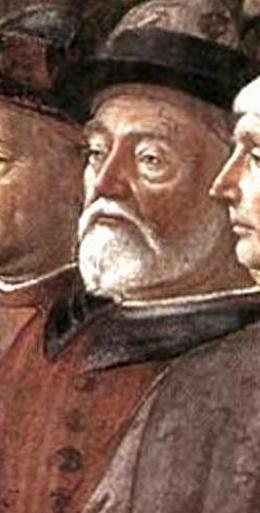
جون أرجيروبولوس (1415–1487)

يرى العديد من العلماء في موجات هجرة الباحثين البيزنطيين والمهاجرين في الفترة التي أعقبت الحملة الصليبية الرابعة التي نهبت القسطنطينية في عام 1204 وفترة سقوط الإمبراطورية البيزنطية في عام 1453 عاملًا أساسيًا في إحياء الدراسات اليونانية والرومانية، التي ساهمت بدورها في وضع أسس النهضة الإنسانية والعلمية. جلب المهاجرون معهم ما تبقى من الآثار المحفوظة من حضاراتهم (اليونانية) ومعارفهم المتراكمة، التي لم ينج منها شيئًا بعد العصور الوسطى المبكرة في الغرب في الأغلب. 
تجسد دورهم الرئيسي ضمن نطاق النهضة الإنسانية في تدريس اللغة اليونانية لنظرائهم الغربيين ضمن دروس خصوصية أو في الجامعات، وذلك تزامنًا مع انتشار النصوص القديمة. اعتُبر كل من بارلام من كالابريا (بيرناردو ماساري) وليونزيو بيلاتو روادًا في هذا المجال، إذ كانا مترجمين مولودين في كالابريا في جنوب إيطاليا، وتعلم كلاهما باللغة اليونانية. يُعتبر الأثر الذي تركه هذين الباحثين على المنخرطين الأوائل في النهضة الإنسانية أمرًا لا جدل فيه.
بلغ عدد الأشخاص المتحدثين باللغة اليونانية في البندقية 5,000 شخصًا تقريبًا بحلول عام 1500. حكم البنادقة كلًا من كريت ودالماسيا والجزر المتفرقة بالإضافة إلى المدن الساحلية للإمبراطورية السابقة، التي ازداد عدد سكانها بسبب اللاجئين من المقاطعات البيزنطية الأخرى الذين فضلوا الحكم الفينيسي على العثماني. اشتهرت كريت بالمدرسة الكريتية لرسم الأيقونات، المدرسة التي اكتسبت أهميةً كبيرةً في العالم اليوناني بعد عام 1453.
انقلب مسار تدفق المعلومات بعد ذروة عصر النهضة الإيطالية في العقود الأولى من القرن السادس عشر، إذ استُخدم الباحثين اليونانيين في إيطاليا للتصدي للتوسع التركي في الأراضي البيزنطية سابقًا في اليونان ومنع انتشار الإصلاح البروتستانتي هناك، بالإضافة إلى المساعدة في إعادة التواصل بين الكنائس الشرقية وروما. أسس غريغوريوس الثالث عشر الكلية البابوية اليونانية في روما في عام 1577، وذلك لاستقطاب الشباب اليونانيين الذين ينتمون إلى أي دولة تُستخدم فيها الطقوس البيزنطية، أي اللاجئين اليونانيين في إيطاليا بالإضافة إلى الروثينيين والمالكيين في مصر وسوريا. بدأ بناء الكلية وكنيسة القديس أتاناسيو في ذلك العام، فضلًا عن بناء جسر فوق شارع فيا دي غريسي.

## مساهمة الباحثين اليونانيين في النهضة الإيطالية
تمتّعت الأفكار الرومانية القديمة بشعبية كبيرة في أوساط باحثي القرن الرابع عشر واكتسبت هذه الأفكار أهمية لا يُمكن إنكارها في عصر النهضة، لكن غيرت الدروس التعليمية اليونانية التي جلبها المثقفون البيزنطيون مسار الإنسانية وعصر النهضة في حد ذاته.[بحاجة لمصدر] أثر التعليم اليوناني على جميع مواضيع الدراسات الإنسانية، لكن اعتُبر التاريخ والفلسفة بالتحديد أكثر تأثرًا بالنصوص والأفكار البيزنطية. تغير مسار التاريخ بعد إعادة اكتشاف كتابات المؤرخين اليونانيين وانتشارها، وساعدت هذه المعرفة بالمؤلفات التاريخية اليونانية في جعل التاريخ طريقًا للحياة الفاضلة بناءً على دراسة الأحداث الماضية والناس القدماء. تتجسد آثار هذه المعرفة المتجددة بالتاريخ اليوناني في كتابات الإنسانيين عن الفضيلة، التي كانت موضوعًا شائعًا حينها. تتمثل هذه الآثار في الأمثلة المقدمة من العصور اليونانية القديمة على وجه التحديد، أي العصور التي تحدثت عن الفضيلة والرذيلة. 
لم تتأثر النهضة بفلسفة أرسطو وحسب، بل تركت فلسفة أفلاطون أثرها أيضًا، وذلك من خلال إشعال الجدل حول مكانة الإنسان في الكون وخلود الروح وقدرة الإنسان على تحسين نفسه بواسطة الفضيلة. كشف ازدهار الكتابات الفلسفية في القرن الخامس عشر عن تأثير الفلسفة والعلوم اليونانيين على النهضة. استمر صدى هذه التغييرات عبر القرون التي تلت عصر النهضة، ولم يقتصر هذا الأثر على كتابة الإنسانيين وحسب، بل وصل إلى التعليم والقيم الأوروبية والمجتمعية الغربية حتى يومنا هذا.